# Kruis van de Federatie van Europese Oud-Strijders
Het Kruis van Federatie van Europese Oud-Strijders, vaak in het Frans als het "Croix de la Confédération Européenne des anciens Combattants" aangeduid, is een particuliere onderscheiding. De "Confédération Européenne des Anciens Combattants", een organisatie die na de Eerste Wereldoorlog werd opgericht verleent het kruis aan oud-strijders die zich inzetten voor vrede, de verdediging van de beschaving en de vrijheid, een verenigd Europa en het bewust maken van de volgende generaties van de opofferingen en verschrikkingen die oorlog met zich meebrengt.
De gedecoreerden moeten een "carte d’ancien combattant", een oud-strijderspas bezitten of een oorlogsonderscheiding dragen.
Het kruis wordt ook door Nederlandse en Belgische veteranen gedragen. Het heeft geen officiële status en militairen in actieve dienst mogen deze onderscheiding niet opspelden.
Het rood-wit-blauwe kruis met de vier gouden stralen in de armen wordt aan een blauw lint met de sterrenkrans van de Europese vlag gedragen. Aan de onderscheiding is ook een diploma verbonden.